# تشارلي غوردون
تشارلي غوردون (بالإنجليزية: Charlie Gordon)‏ هو نقابي وسياسي بريطاني، ولد في 28 أكتوبر 1951 في المملكة المتحدة. حزبياً، نشط في حزب العمال الاسكوتلندي ‏ وحزب العمال. في الانتخابات النيابية العمومية الاسكتلندية 2007 ‏، انتخب عضو البرلمان الاسكتلندي الثالث ‏ عن دائرة Glasgow Cathcart (Scottish Parliament constituency) ‏ وقد انضم خلال فترته النيابية ‏ (3 مايو 2007 – 22 مارس 2011) للكتلة البرلمانية حزب العمال الاسكوتلندي ‏ وفي 2005 Glasgow Cathcart by-election ‏، انتخب عضو البرلمان الاسكتلندي الثاني ‏ عن دائرة Glasgow Cathcart (Scottish Parliament constituency) ‏ وقد انضم خلال فترته النيابية ‏ (29 سبتمبر 2005 – 2 أبريل 2007) للكتلة البرلمانية حزب العمال الاسكوتلندي ‏.